# Otakar Lebeda

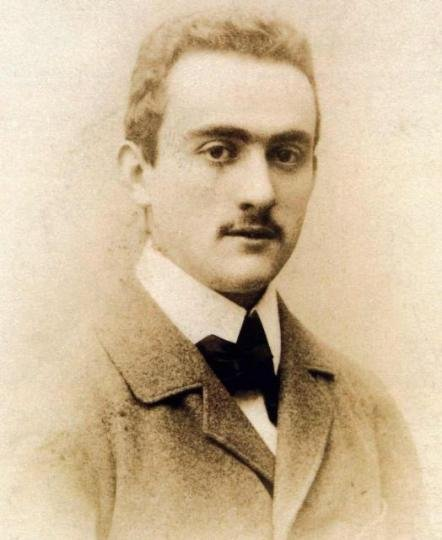
Otakar Lebeda

Otakar Lebeda (* 8. Mai 1877 in Prag; † 12. April 1901 ebenda) war ein tschechischer Maler und Schüler von Julius Mařák.
Otakar Lebeda kam in der Prager Burgstadt zur Welt. Er war ein typischer Vertreter von Mařáks Schule. Seine Bilder waren beeinflusst durch die Strömungen des Realismus und den Einfluss des tschechischen Malers Antonín Chittussi und des französischen Malers Jean-Baptiste Camille Corot. 1898 besuchte Lebeda Paris und Barbizon. Seine Bilder aus dieser Zeit malte er unter verstärktem Eindruck des Impressionismus. Obwohl seine Bilder als vollkommen gelten, schaffte er es nicht, seine zahlreichen Vorstellungen und Möglichkeiten miteinander zu verbinden und weiterzuentwickeln. Seine besten Werke sind Landschaftsbilder. Seine Bilder sind unter anderem im Prager Rudolfinum ausgestellt, eines seiner Werke wurde der Stadt Paris geschenkt.
Lebeda erschoss sich am 12. April 1901 im Prager Stadtteil Malá Chuchle.

## Werke

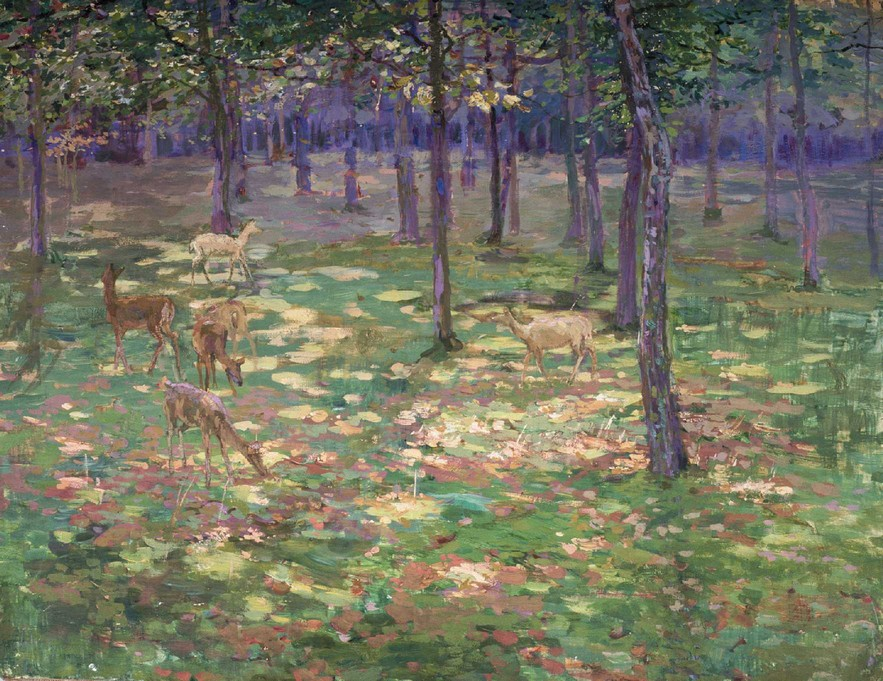
Z bechynské obory - Srnky
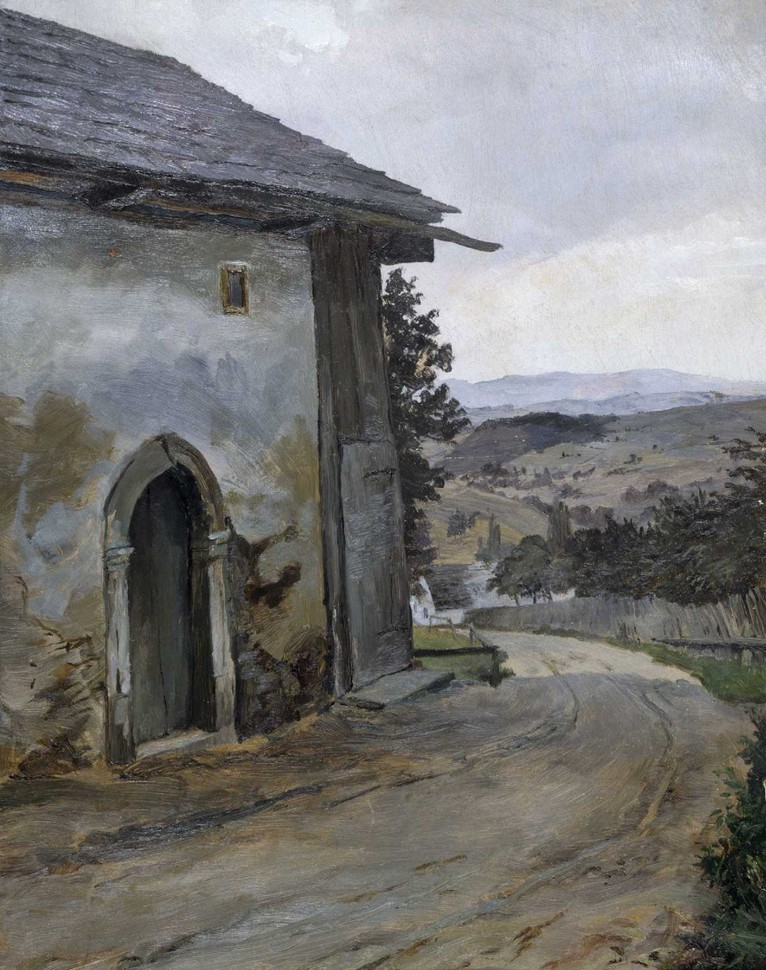
Z Krkonoš - Cesta
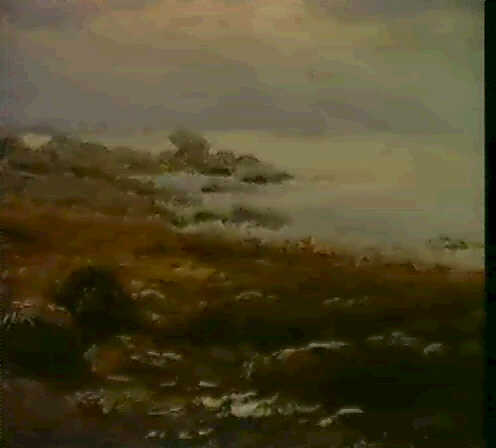
Bretagne
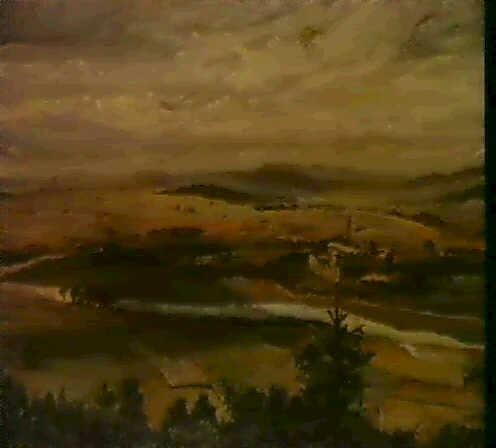
Landschaft
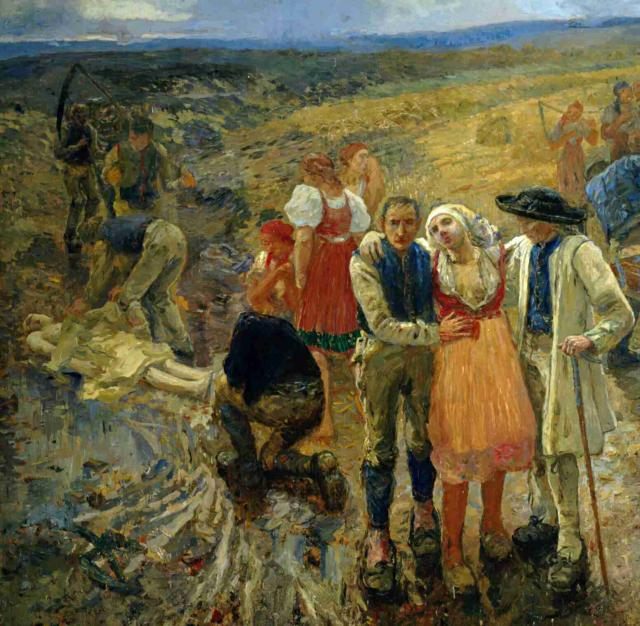
Zabitý bleskem